# 1929 w literaturze
Wydarzenia literackie w 1929 roku.

## Wydarzenia
- W Polsce
  - 11 października na łamach „Wilner Tog” miał miejsce wspólny debiut członków jidyszowej grupy artystycznej Jung Wilne w którym udział wzięli: Mosze Basin, Szlojme Belis, Szymszon Kahan, Mosze Lewin, Aaron Piudik, Elchanan Wogler i Lejzer Wolf[1].
- zagraniczne
  - założono czasopismo historyczne Annales d’Histoire Économique et Sociale
  - w Moskwie założono tygodnik Litieraturnaja gazieta

## Nowe książki
- polskie
  - Konstanty Ildefons Gałczyński – Porfirion Osiełek
  - Bruno Jasieński  – Palę Paryż (pierwsze wydanie w Polsce)
  - Włodzimierz Perzyński – Mechanizm życia

- zagraniczne
  - Agatha Christie
    - Śledztwo na cztery ręce (Partners in Crime)
    - Tajemnica Siedmiu Zegarów (The Seven Dials Mystery)

  - William Faulkner
    - Sartoris
    - Wściekłość i wrzask (The Sound and the Fury)

  - Mahatma Gandhi – Autobiografia
  - Robert Graves  – Wszystkiemu do widzenia (Goodbye to All That)
  - Henry Graham Greene – Tchórz (The Man Within)
  - Ernest Hemingway – Pożegnanie z bronią (A Farewell to Arms)
  - Eric Philbrook Kelly – Trębacz z Krakowa (The Trumpeter of Krakow)
  - Władimir Majakowski – Pluskwa (Клоп)
  - Erich Maria Remarque – Na Zachodzie bez zmian (Im Westen nichts Neues)
  - Lew Trocki – Moje życie

## Nowe dramaty
- polskie
  - Włodzimierz Perzyński – Rozum i głupstwo
  - Karol Hubert Rostworowski – Niespodzianka

- zagraniczne
  - Jean Giraudoux – Amfitrion 38 (Amphitryon 38)

## Nowe poezje
- polskie
  - Mieczysław Jastrun - Spotkanie w czasie
  - Józef Łobodowski – Słońce przez szpary
  - Tadeusz Peiper - Raz
  - Julian Tuwim – Rzecz czarnoleska
- zagraniczne
  - Rafael Alberti - O aniołach (Sobre los ángeles)
  - Oscar Vladislas de Lubicz-Milosz - Wiersze (Poèmes)
  - William Butler Yeats - Kręcone schody (The Winding Stair)

## Nowe prace naukowe
- polskie
  - Bronisław Malinowski – Życie seksualne dzikich w północno-zachodniej Melanezji
- zagraniczne
  - Michaił Bachtin – Problemy poetyki Dostojewskiego
  - Karl Mannheim – Ideologia i utopia (Ideologie und Utopie)
  - Jurij M. Tynianow - Archaiści i nowatorzy (Archaisty i nowatory)

## Urodzili się
- 1 stycznia
  - Cordelia Edvardson, szwedzka pisarka (zm. 2012)
  - Zbigniew Nienacki, polski pisarz (zm. 1994)
- 7 stycznia – Janusz Pasierb, polski ksiądz, poeta (zm. 1993)
- 9 stycznia
  - Brian Friel, irlandzki dramaturg (zm. 2015)
  - Heiner Müller, niemiecki dramaturg, prozaik, poeta (zm. 1995)
- 13 stycznia – Villy Sørensen, duński pisarz (zm. 2001)
- 21 stycznia – Antonije Đurić(inne języki), serbski pisarz (zm. 2020)
- 25 stycznia – Anna Guzowska, polska bibliotekarka (zm. 1982)
- 6 lutego
  - Janusz Wojciech Rosiński, polski prozaik i poeta (zm. 2007)
  - Keith Waterhouse, brytyjski pisarz (zm. 2009)
- 9 lutego – Bolesław Fac, poeta, prozaik, publicysta i tłumacz (zm. 2000)
- 17 lutego
  - Alejandro Jodorowsky, chilijski artysta, pisarz, autor komiksów
  - Chaim Potok, amerykański pisarz i rabin (zm. 2002)
- 18 lutego – Len Deighton, brytyjski pisarz i historyk
- 24 lutego – Ralph McInerny, amerykański filozof, powieściopisarz (zm. 2010)
- 6 marca
  - Fazil Iskander, abchaski prozaik (zm. 2016)
  - Günter Kunert, niemiecki pisarz (zm. 2019)
- 13 marca – Mateja Matewski, macedoński poeta, krytyk literacki i eseista (zm. 2018)
- 18 marca – Christa Wolf, niemiecka pisarka (zm. 2011)
- 21 marca – Jurij Muszketyk, ukraiński pisarz (zm. 2019)
- 27 marca – Žarko Petan, słoweński pisarz i reżyser (zm. 2014)
- 1 kwietnia – Milan Kundera, czeski pisarz i eseista (zm. 2023)
- 2 kwietnia – Edward Dorn, amerykański poeta (zm. 1999)
- 5 kwietnia – Hugo Claus, flamandzki pisarz i malarz (zm. 2008)
- 8 kwietnia – Stanisław Pestka, polski poeta (zm. 2015)
- 13 kwietnia – Konstanty Puzyna, polski poeta, eseista (zm. 1989)
- 15 kwietnia
  - Maciej Kuczyński, polski pisarz (zm. 2019)
  - Ulf Linde, szwedzki pisarz (zm. 2013)
- 21 kwietnia – Barbara Czałczyńska, polska pisarka oraz tłumaczka (zm. 2015)
- 22 kwietnia – Guillermo Cabrera Infante, kubański pisarz i eseista (zm. 2005)
- 23 kwietnia – George Steiner, amerykański eseista, krytyk literacki, tłumacz, nowelista (zm. 2020)
- 10 maja – Antonine Maillet, kanadyjska pisarka
- 16 maja – Adrienne Rich, amerykańska poetka (zm. 2012)
- 20 maja – Marcelino dos Santos(inne języki), mozambicki poeta (zm. 2020)
- 27 maja – Roman Iwanyczuk, ukraiński pisarz (zm. 2016)
- 28 maja – Janusz Wolniewicz, polski pisarz, reportażysta i publicysta (zm. 2006)
- 2 czerwca – Norton Juster, amerykański architekt i pisarz (zm. 2021)
- 12 czerwca
  - Anne Frank, żydowska autorka pamiętnika (zm. 1945)
  - Ania Monahof, szwedzka pisarka
- 16 czerwca – Sheri Tepper, amerykańska pisarka (zm. 2016)
- 18 czerwca – Grigorij Kanowicz, litewski pisarz, poeta i tłumacz (zm. 2023)
- 25 czerwca – Eric Carle, amerykański pisarz i ilustrator książek dla dzieci (zm. 2021)
- 29 czerwca – Oriana Fallaci, włoska dziennikarka i pisarka (zm. 2006)
- 8 lipca – Shirley Ann Grau(inne języki), amerykańska pisarka (zm. 2020)
- 10 lipca – George Clayton Johnson, amerykański pisarz (zm. 2015)
- 12 lipca – At-Tajjib Salih, sudański pisarz (zm. 2009)
- 13 lipca – Teresa Bogusławska, polska poetka (zm. 1945)
- 14 lipca – José Corredor Matheos, hiszpański poeta
- 22 lipca – U.A. Fanthorpe, brytyjska poetka (zm. 2009)
- 24 lipca – Janusz Grabiański, polski ilustrator (zm. 1976)
- 27 lipca – Jack Higgins, brytyjski pisarz (zm. 2022)
- 29 lipca – Júlia Sigmond, rumuńska pisarka (zm. 2020)
- 30 lipca – Marian Stępień, polski literaturoznawca (zm. 2023)
- 5 sierpnia – Alfred Alvarez, brytyjski poeta, prozaik i krytyk (zm. 2019)
- 7 sierpnia – Tadeusz Zimecki, polski prozaik i reportażysta (zm. 2007)
- 12 sierpnia – Zbigniew Zielonka, polski prozaik (zm. 2021)
- 18 sierpnia – Anatolij Kuzniecow, rosyjski pisarz (zm. 1979)
- 19 sierpnia – Ewa Berberyusz, polska pisarka i reportażystka (zm. 2020)
- 25 sierpnia – Dominique Fernandez, francuski pisarz
- 27 sierpnia – Ira Levin, amerykański pisarz (zm. 2007)
- 29 sierpnia – Thom Gunn, brytyjski poeta (zm. 2004)
- 30 sierpnia – François Cheng, francuski pisarz i kaligraf chińskiego pochodzenia
- 3 września – Bogusław Czajkowski, polski publicysta (zm. 2016)
- 11 września – Birgitta Trotzig, szwedzka pisarka (zm. 2011)
- 15 września – Halina Birenbaum, polsko-izraelska pisarka, tłumaczka, poetka
- 21 września – Iosif Aleszkowski, radziecki pisarz (zm. 2022)
- 28 września
  - Dmytro Pawłyczko, ukraiński poeta, tłumacz, krytyk literacki (zm. 2023)
  - Salah Stétié(inne języki), libijski pisarz i poeta (zm. 2020)
- 30 września – Kjell Askildsen, norweski pisarz (zm. 2021)
- 9 października – Bożena Truchanowska, polska ilustratorka
- 15 października – Milorad Pavić, serbski poeta, prozaik, tłumacz i historyk literatury (zm. 2009)
- 21 października – Ursula K. Le Guin, amerykańska autorka science fiction i fantasy (zm. 2018)
- 23 października – Adalet Ağaoğlu, turecka pisarka i eseistka (zm. 2020)
- 24 października – Jordan Radiczkow, bułgarski pisarz (zm. 2004)
- 26 października – Wanda Chotomska, polska poetka i pisarka dziecięca (zm. 2017)
- 9 listopada – Imre Kertész, węgierski powieściopisarz, eseista i tłumacz, laureat Nagrody Nobla (zm. 2016)
- 10 listopada – W.E.B. Griffin, amerykański pisarz (zm. 2019)
- 11 listopada
  - Alina Brodzka-Wald, polska historyk literatury (zm. 2011)
  - Hans Magnus Enzensberger, niemiecki poeta, pisarz, tłumacz i redaktor (zm. 2022)
- 12 listopada – Michael Ende, niemiecki pisarz (zm. 1995)
- 29 listopada – Tomasz Jurasz, polski literat i historyk sztuki (zm. 2016)
- 5 grudnia – Andrzej Falkiewicz, polski eseista i krytyk literacki (zm. 2010)
- 11 grudnia – Jerzy Cepik, polski prozaik (zm. 2020)
- 12 grudnia – John Osborne, brytyjski dramatopisarz (zm. 1994)
- 17 grudnia – William Safire, amerykański dziennikarz i nowelista (zm. 2009)
- 18 grudnia – Maria Starzyńska, polska pisarka (zm. 2010)
- 19 grudnia – Howard Sackler, amerykański dramaturg (zm. 1982)
- 21 grudnia – Zbigniew Domino, polski pisarz (zm. 2019)
- 24 grudnia – Eugeniusz Wachowiak, polski poeta
- 26 grudnia – Andrzej Lam, polski historyk literatury, tłumacz poezji łacińskiej i niemieckiej
- Arnaldo Calveyra(inne języki), argentyński poeta, prozaik i dramaturg (zm. 2015)
- Jan Stanisław Kopczewski, polski pisarz (zm. 2016)

## Zmarli
- 31 stycznia – Jan Karafiát, czeski pisarz i ksiądz (ur. 1846)
- 18 marca – Hamza Hakimzoda, uzbecki poeta i dramatopisarz (ur. 1889)
- 28 marca – Katharine Lee Bates, amerykańska poetka (ur. 1859)
- 8 czerwca – William Bliss Carman, kanadyjski poeta i publicysta (ur. 1861)
- 25 czerwca – Georges Courteline, francuski dramaturg i prozaik (ur. 1858)
- 28 czerwca – Edward Carpenter, angielski pisarz, poeta, filozof (ur. 1844)
- 15 lipca – Hugo von Hofmannsthal, austriacki pisarz (ur. 1874)
- 12 września – Rainis, łotewski pisarz, dramaturg i tłumacz (ur. 1865)
- 14 września – Jesse Lynch Williams, amerykański dramaturg, powieściopisarz i nowelista (ur. 1871)
- 6 października – Czesław Jankowski, polski poeta (ur. 1857)
- 26 października – Arno Holz, niemiecki poeta i dramaturg (ur. 1863)
- 3 listopada – Olav Aukrust, norweski poeta (ur. 1883)
- Georges Dessommes, amerykański pisarz francuskojęzyczny (ur. 1855)

## Nagrody
- Nagroda Nobla – Thomas Mann
- Nagroda Pulitzera (poezja) - Stephen Vincent Benét za John Brown's Body
- Nagroda Goncourtów - Marcel Arland za L'Ordre
- Prix Femina: Georges Bernanos za La Joie
- Prix Renaudot - Marcel Aymé za powieść La Table aux crevés